# Sphenobaiera
Sphenobaiera — рід рослин, знайдений у гірських породах від тріасового до крейдяного періодів. Рід Sphenobaiera використовується для рослин з клиноподібним листям, які можна відрізнити від Ginkgo, Ginkgoites і Baiera за відсутністю листової ніжки. Він вимер близько 72.6 мільйонів років тому. Родина, до якої належить цей рід, остаточно не встановлена; спорідненість з Karkeniaceae була припущена на морфологічних підставах.
Sphenobaiera ikorfatensis (Seward) Florin f. papillata Samylina була знайдена в формаціях нижньої крейди Західної Гренландії, верхньої юри Азіатського СРСР і базової ланки породи формації Лакота Блек-Гіллс, яку Фонтейн вважав нижньокрейдяним віком. Це гінкгофіт. У геопарку Палеоррота в Бразилії. Верхній тріасовий період, формація Санта-Марія.